# Визовая политика Республики Абхазия
Визовая политика Абхазии состоит из требований, предъявляемых к иностранным гражданам для поездок в частично признанную Республику Абхазию, въезда в данную страну и пребывания в ней. Посетители Республики Абхазия должны получить визу в одной из дипломатических миссий Абхазии, если они не являются гражданами стран, в которых действует безвизовый режим. В составе организованной туристической группы туристы из всех стран (кроме Грузии) могут посетить Абхазию, не имея визы, на срок не более 24 часов.

## Карта визовой политики

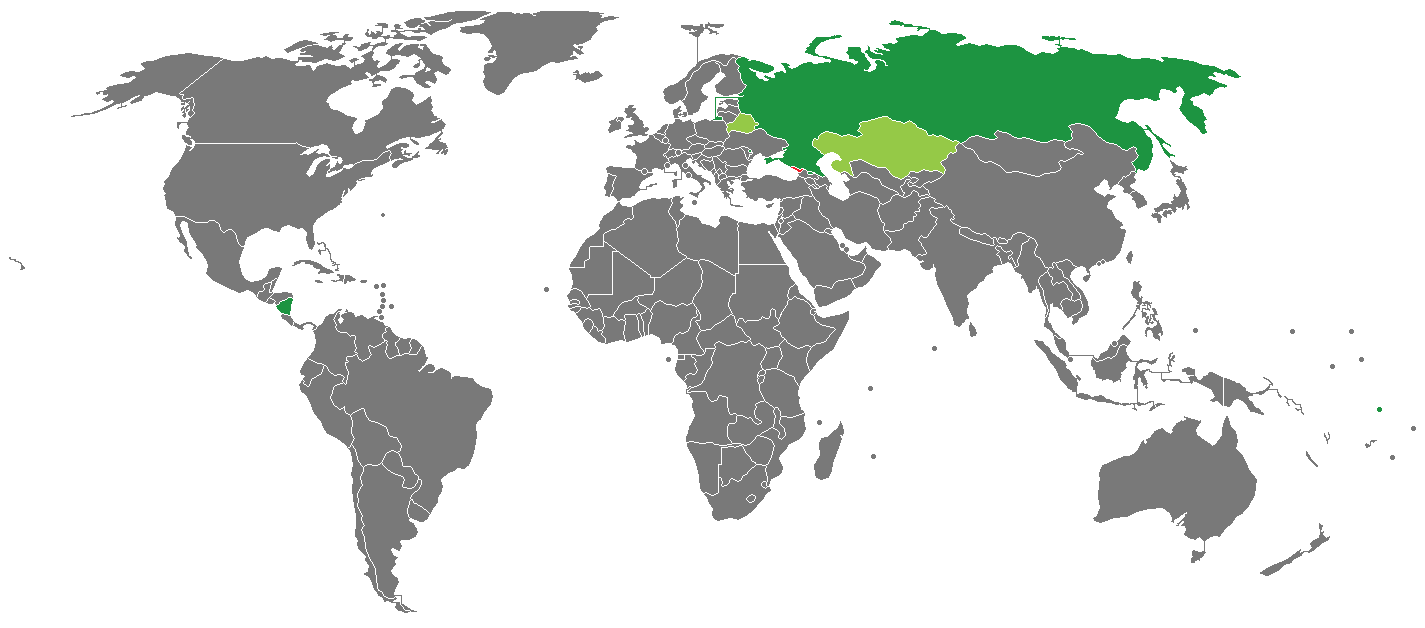
Визовая политика Абхазии
Абхазия
Безвизовый въезд (90 дней)
Безвизовый въезд (14 дней)
Требуется получение визы

## Безвизовый въезд
Гражданам следующих стран не требуется виза для посещения Абхазии:
90 дней
- Россия
- Никарагуа
- Тувалу

14 дней
- Беларусь
- Казахстан

Помимо этого, безвизовый въезд в Республику Абхазию доступен для жителей Содружества Непризнанных Государств, между которыми было подписано соглашение о безвизовом перемещении своих граждан по территориям данных образований:
- Приднестровье
- Южная Осетия